# Mouvement national royaliste
Le Mouvement National Royaliste (MNR), Nationale Koningsgezinde Beweging (NKB) en néerlandais, était un mouvement de la résistance belge durant la Seconde Guerre mondiale. Ce mouvement était issu de l'extrême droite même si le mouvement se distanciera par la suite très nettement de ses orientations de départ. Il était surtout actif en Flandre et à Bruxelles.

## Historique
Le Mouvement National Royaliste fut fondé à Aarschot par Lucien et Julien Meyer, qui dirigeaient les milices et les jeunesses rexistes, par Jean Carlens et les frères Simon. En février 1941, refusant la fusion avec le VNV, le groupe rompt avec le mouvement Rex et est alors dirigé, par Eugène Mertens de Wilmars, ancien admirateur de Degrelle. À sa création, le MNR n'avait pour seule ambition que la création d'un régime autoritaire placé sous l'autorité de Léopold III.
Le groupe n'entre dans la clandestinité qu'en juillet 1941, à la suite des premières représailles allemandes, rompant définitivement avec le « groupe d'Aarschot ». Le message politique reste prioritaire jusqu'à l'arrestation d'Eugène Mertens de Wilmars, survenue le 8 mai 1942. Le général Ernest Graff lui succède. Il donne des orientations plus nettement anti-allemandes et prend part, sans ambiguïté, à la résistance. Le MNR s'adjoint des personnalités comme Joseph Meurisse, le prince Albert-Édouard de Ligne, Jean Naus. Le MNR participe à l'évacuation de pilotes alliés, aide des familles juives entrées dans la clandestinité. Le MNR réalise certains sabotages et participe, aux côtés de l'Armée secrète, à la mise au point d'un plan d'action en vue de la libération. Le MNR vient particulièrement en aide aux réfractaires, sa proximité avec le Mouvement ouvrier chrétien flamand s'avérant d'une aide précieuse. Le MNR éditait également différents journaux clandestins, dont Vrije volk (peuple libre) à Louvain.
160 membres du MNR sont exécutés ou périssent dans les camps nazis. Une centaine d'entre eux trouvent la mort, au combat, lors de la libération du Port d'Anvers en septembre 1944.

### Reconnaissance
Le M.N.R. sera reconnu officiellement comme mouvement de résistance armée le 23 février 1961